# Старый Дон
Старый Дон — протока в России, протекает по Ростовской области. Устье реки находится в 270 км по левому берегу реки Дон. Длина — 38 км.

## Данные водного реестра
По данным государственного водного реестра России относится к Донскому бассейновому округу, водохозяйственный участок реки — Дон от Цимлянского гидроузла до впадения реки Северский Донец, речной подбассейн реки — Дон между впадением Хопра и Северского Донца. Речной бассейн реки — Дон (российская часть бассейна).
Код объекта в государственном водном реестре — 05010301012107000010499.